# Rourea solanderi
Rourea solanderi là một loài thực vật có hoa trong họ Connaraceae. Loài này được Baker mô tả khoa học đầu tiên năm 1868.